# Мак Уэлпола
Мак Уолпола, или Мак Вальполе (лат. Papaver walpolei) — вид травянистых растений рода Мак (Papaver) семейства Маковые (Papaveraceae).

## Ботаническое описание
Многолетнее травянистое растение высотой около 8 см, образующее подушкообразную дерновинку. Листья бледно-зеленые, с сизым налетом, рассеченые на три лопасти, покрыты рыжими волосками. Черешок широкий, плоский, с расширенным основанием. Млечный сок желтый.
Цветки диаметром 2-4 см, белого либо желтого цвета, с оранжевым пятном у основания цветка. Плод - обратнояйцевидная коробочка.
Произрастает на щебнистых и карбонатных породах, встречается в устьях пересохших рек.
Вид описан из Аляски.

## Ареал
В России встречается только в Чукотском автономном округе. За рубежом встречается на Аляске и в Канаде.

## Охранный статус
Редкий вид. Занесён в Красные книги России и Чукотки. Вымирает из-за строгой приуроченности к карбонатным породам.